# The Legend of Chin
The Legend of Chin es el primer álbum de estudio de la banda estadounidense Switchfoot. Fue lanzado el 17 de junio de 1997 bajo el sello independiente re:think Records, que fue distribuido por Sparrow Records.
El álbum se titula después de Jon Foreman mejor amigo de la secundaria de Willis Chin, cuyas fotos y fecha de nacimiento están impresos en el libreto del álbum.

## Lista de canciones
Todas las canciones escritas y compuestas por Jon Foreman. 
| N.º | Título                  | Escritor(es)           | Duración |  |
| 1.  | «Bomb»                  |                        | 2:46     |  |
| 2.  | «Chem 6A»               |                        | 3:11     |  |
| 3.  | «Underwater»            | Jon Foreman, Casey Gee | 3:46     |  |
| 4.  | «Edge of My Seat»       |                        | 2:47     |  |
| 5.  | «Home»                  |                        | 4:03     |  |
| 6.  | «Might Have Ben Hur»    |                        | 2:38     |  |
| 7.  | «Concrete Girl»         |                        | 5:05     |  |
| 8.  | «Life and Love and Why» |                        | 2:52     |  |
| 9.  | «You»                   |                        | 4:13     |  |
| 10. | «Ode to Chin»           |                        | 2:15     |  |
| 11. | «Don't Be There»        |                        | 4:22     |  |

## Personal
Switchfoot
- Jon Foreman - guitarra, coros
- Tim Foreman - bajo, coros
- Chad Butler  - batería, percusión